# Uunnguttoq

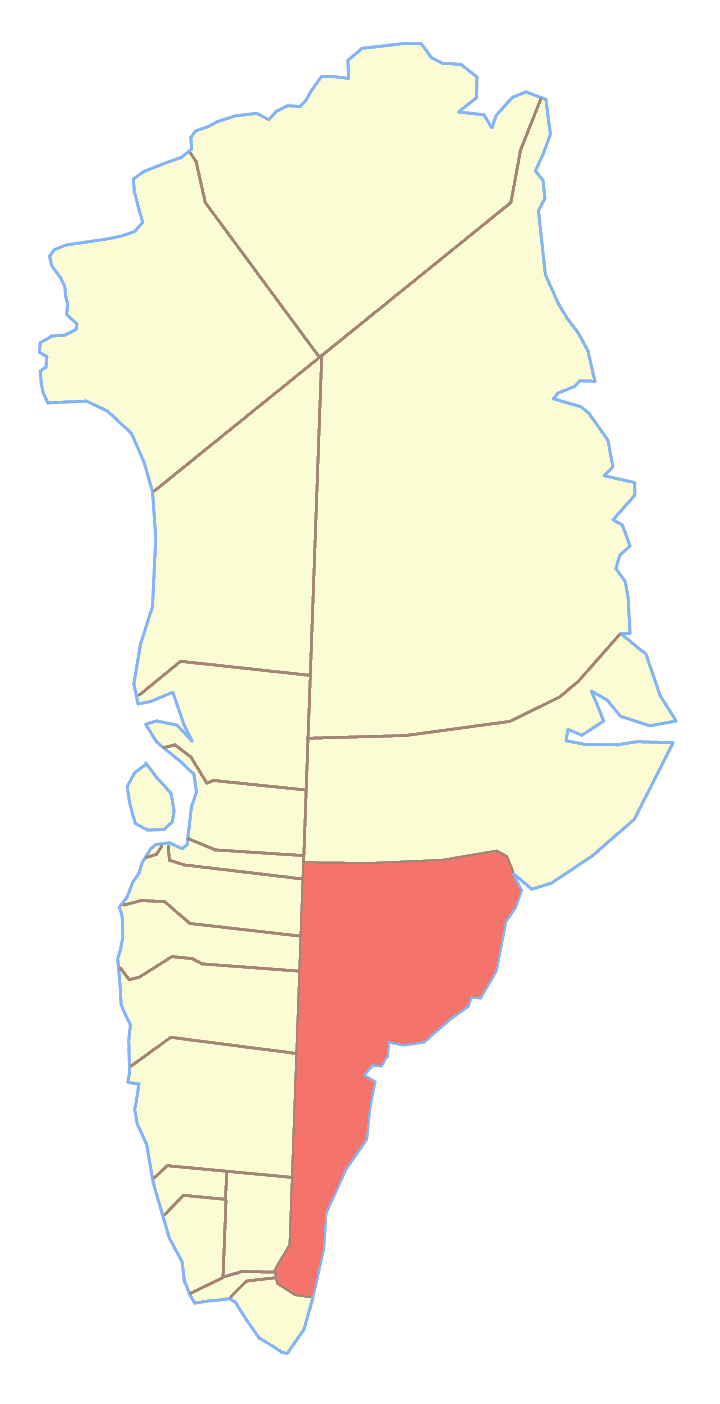
Ex comune di Ammassalik, dove si trovava l'Uunnguttoq

L'Uunnguttoq è una montagna della Groenlandia di 973 m. Si trova a 65°37'N 37°48'O; appartiene al comune di Sermersooq.